# Havsängel
Havsängel (Squatina squatina) är en hotad hajart, som ibland dyker upp i svenska vatten. Den har FAO:s identitetskod AGN.

## Utseende
Havsängeln har ett mycket karakteristiskt utseende med en ovanifrån tillplattad kropp, som gör att hajen ser ut som en rocka. Bröstfenorna är stora och har liknats vid vingar, därav namnet. Även bukfenorna är stora och har samma form. Munnen och näsborrarna är placerade långt fram på nosen. Stjärten är smal och har två ryggfenor. Analfena saknas. Honan kan bli 244 cm lång, men blir sällan längre än 150 cm. Längdrekordet för hanen är 183 cm; han blir dock sällan över 1 m. 
Havsängeln har en rätt variabel färgteckning; ovansidan kan vara brunaktig, ibland åt det rödaktiga hållet; den kan också vara grå eller grågrön. Förutom grundfärgen har den prickar och streck i svart och ibland i vitt. Buken är blekgul.

## Vanor

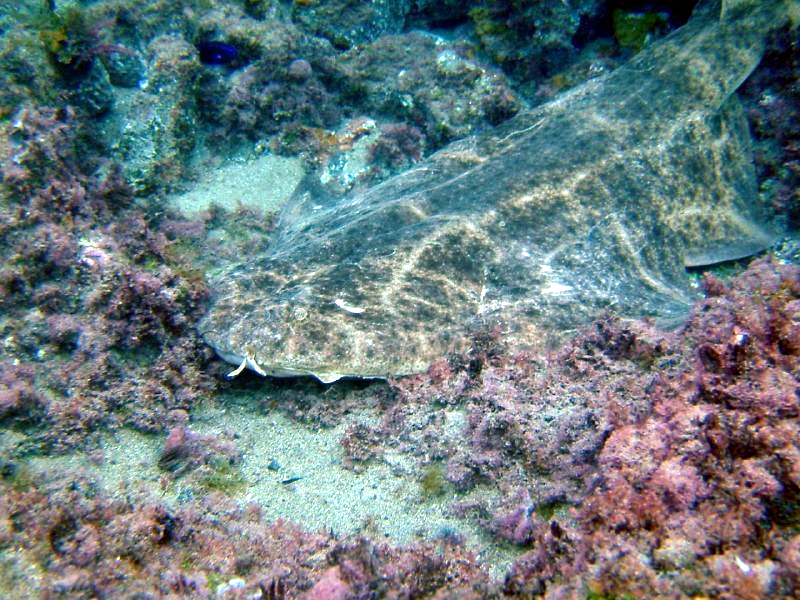
En havsängel som vilar på havsbotten, väl skyddad av sin färgteckning

Fisken lever på mjuka bottnar (sand eller dy) på upptill 150 meters djup. Djupet är årstidsberoende; under den varmare årstiden drar den sig till grundare vatten. Den är framför allt i rörelse under natten, och kan då tillfälligtvis övergå till ett pelagiskt levnadssätt. Under dagtid ligger den begravd i bottenmaterialet med bara ögonen stickande upp. Födan består huvudsakligen av benfiskar, men den tar också rockor, kräftdjur och blötdjur.
Arten föder levande ungar, mellan 9 och 20 stycken per gång. Ungarna är mellan 20 och 30 cm långa vid födseln.

## Utbredning
Havsängeln finns i Nordostatlanten, från Brittiska öarna och sydligaste Norge söderöver till Medelhavet, Marocko, Västsahara och Kanarieöarna.  Tidigare fanns den även i Nordsjön.

## Kommersiell användning, status
Havsängeln fångas både som människoföda, för fiskmjölsframställning och för olja. Många tas även som bifångst vid trålfiske. Det starka fisketrycket, framför allt bifångsten vid industriellt trålfiske, har gjort att den de senaste 50 åren har gått starkt bakåt. Beståndet vid Nordsjön har redan förklarats utrotat, och 2000 förklarade IUCN den för sårbar ("VU"), något som senare har ändrats till akut hotad ("CR"), med underkategorierna "A2bcd+3d+4bcd".